# Ana Lucia Araujo
Ana Lucia Araujo es una historiadora y autora americana, residente en EE. UU. Araujo es una especialista de la historia, de la memoria pública, del patrimonio y de la cultura visual de la esclavitud y de la trata de esclavos en el Atlántico. Diplomada de la Universidad Federal de Rio Grande do Sul (Brasil) en 1995, obtuvo una maestría en historia de Brasil de la Pontificia Universidad Católica de Rio Grande do Sul (Brasil) en 1997. En 2004, obtuvo un doctorado en historia del arte la Universidad Laval (Canadá) y en 2007 obtuvo un doctorado en historia y en antropología social e histórica de la Universidad Laval (Canadá) y École des Hautes Études en Sciences Sociales (Francia). Desde el año 2008, enseña en Howard University, universidad históricamente negra en Washington, Distrito de Columbia,  en los Estados Unidos , donde desde 2014 es profesora titular. Desde 2017 Araujo es miembro del comité científico internacional del proyecto “La Ruta del Esclavo: resistencia, libertad, patrimonio” de la UNESCO.

## Investigaciones
Ana Lucia Araujo investiga la historia y la memoria pública de la esclavitud en el mundo atlántico. Es autora de varios libros sobre la historia y la memoria de la esclavitud, como Public Memory of Slavery: Victims and Perpetrators in the Atlantic World (2010) y Shadows of the Slave Past: Memory, Slavery, and Heritage (2014). Su libro Public Memory of Slavery (2010) explora las relaciones históricas entre Brasil (Bahía) y el viejo Reino de Dahomey (República de Benín) durante la época del comercio de esclavos en el Atlántico. Araujo investiga como los actores sociales de estas regiones han recordado y celebrado los tiempos de la esclavitud y como desarrollarán sus identidades con la construcción de monumentos, monumentos y museos. En su segundo libro Shadows of the Slave Past (2014), Ana Lucia Araujo examina los procesos de la herencia de la esclavitud y del comércio atlántico de esclavos en las Américas, esta vez en un estudio comparativo centrado en Brasil y los Estados Unidos. Su primer libro,  Romantisme tropical: l'aventure d'un peintre français au Brésil, publicado en francés, explora cómo los diarios de viaje franceses, especialmente el relato del artista francés François-Auguste Biard (1799-1882), Deux années au Brésil, contribuyeron a la construcción de la imagen de Brasil en Europa. En 2015, una versión revisada y ampliada del libro fue publicada en inglés. Brazil Through French Eyes: A Nineteenth-Century Artist in the Tropics. Una versión en portugués de este libro bajo el título Romanticismo tropical: Un pintor francés en Brasil fue publicado por  Editora da Universidade de São Paulo en 2016. De momento ninguno de sus libros han sido traducidos al español.
Su libro Reparations for Slavery and the Slave Trade: A Transnational and Comparative History (Reparaciones por la esclavitud y la trata de esclavos: una historia transnacional y comparativa) (2017) es una historia de las demandas de reparaciones financieras y materiales por la esclavitud y la trata de esclavos en el mundo atlántico. En Slavery in the Age of Memory: Engaging the Past (2020), analiza la controversia con respecto a la construcción y remoción de monumentos que conmemoran a los dueños y comerciantes de esclavos. Araujo también discute cómo se representa la esclavitud en Mount Vernon de George Washington y Monticello de Thomas Jefferson. Su trabajo sobre la caída de monumentos a favor de la esclavitud en Estados Unidos, Inglaterra y Francia también ha aparecido en los medios de comunicación, después de las protestas tras el asesinato de George Floyd en mayo de 2020.

## Publicaciones

### Libros
- Réparations: Combats pour la mémoire de l'esclavage. Paris: Seuil, 2025 (ISBN 9782021591637)

- Humans in Shackles: An Atlantic History of Slavery . Chicago: University of Chicago Press, 2024. ISBN 978-0226771588.
- Esclavages. Représentations visuelles et cultures matérielles compiladora con Myriam Cottias y Klara Boyer-Rossol. Paris: CNRS Éditions, 2024. ISBN ' 978-2271151162.
- The Gift: How Objects of Prestige Shaped the Atlantic Slave Trade and Colonialism. New York: Cambridge University Press, 2024. ISBN  978-1108839297.
- Museums and Atlantic Slavery. Oxon, New York: Routledge, 2021. 132 p. ISBN 9780367530082.
- Slavery in the Age of Memory: Engaging the Past. London, New York: Bloomsbury, 2020. 272 p. ISBN 9781350048492.
- Reparations for Slavery and the Atlantic Slave Trade: A Transnational and Comparative History. London, New York: Bloomsbury, 2017. 288 p. ISBN 135001060X.
- Romantismo tropical: Um pintor francês nos trópicos. São Paulo: Editora da Universidade de São Paulo, 2017.
- Brazil through the French Eyes: A Nineteenth-Century Artist in the Tropics. Albuquerque. Albuquerque: University of New Mexico Press, 2015. 264 p. ISBN 0826337457.
- African Heritage and Memories of Slavery in Brazil and the South Atlantic World, compiladora. Amherst, NY: Cambria Press, 2015. 428 p.  ISBN 1604978929
- Shadows of the Slave Past: Memory, Heritage, and Slavery. New York: Routledge, 2014. 268 p. ISBN 0415853923.
- Politics of Memory: Making Slavery Visible in the Public Space. New York: Routledge, 2012. 296 p.  ISBN 0415526922
- Paths of the Atlantic Slave Trade: Interactions, Identities and Images, compiladora. Amherst, NY: Cambria Press, 2011. 476 p.  ISBN 1604977477
- Crossing Memories: Slavery and African Diaspora compiladora con Mariana P. Candido y Paul E. Lovejoy. Trenton, NJ: Africa World Press, 2011. 308 p. ISBN 1592218202.
- Public Memory of Slavery: Victims and Perpetrators in the South Atlantic. Amherst, NY: Cambria Press, 2010. 502 p. ISBN 1604977140.
- Living History: Encountering the Memory of the Heirs of Slavery, compiladora. Newcastle, UK: Cambridge Scholars Publishing, 2009. 290 p. ISBN 1443809985
- Romantisme tropical: l’aventure illustrée d’un peintre français au Brésil.Quebec: Presses de l’Université Laval, 2008. 282 p. ISBN 2763786022.